# ニオイガメ属
ニオイガメ属（ニオイガメぞく、Sternotherus）は、カメ目ドロガメ科の属。模式種はミシシッピニオイガメ。

## 分布
アメリカ合衆国北東部から南部にかけて、カナダ（オンタリオ州、ケベック州南部）

## 形態
最大種はカブトニオイガメで最大甲長16cm。最小種のヒラタニオイガメで最大甲長11.5cmと本属のみならずドロガメ最小種。腹甲は小型で、腹甲の正中線の直線距離（腹甲長）は背甲の正中線の直線距離（背甲長＜単に甲長と呼ばれるのはこの背甲長のことが多い＞）の75-80%。喉甲板がないか、喉甲板の正中線上の継ぎ目の長さが他の腹甲の甲板と比べ最も短い。腹甲に可動性はあるものの蝶番はあまり発達せず、腹甲を折り曲げて蓋をすることはできない。

## 分類
本属は独立した属とする説が有力だが、形態や染色体の核型、酵素の電気泳動による分子系統学的解析からドロガメ属に含める説もある。また同所的に分布するドロガメ属の構成種は、同属他種よりも本属に近縁とする説もある。
属内ではスジクビニオイガメとヒラタニオイガメが特に近縁と考えられている。
- Sternotherus carinatus　カブトニオイガメ　Razor-backed musk turtle
- Sternotherus depressus　ヒラタニオイガメ　Flattened musk turtle
- Sternotherus intermedius　アイノニオイガメ　Intermediate musk turtle
- Sternotherus minor　ヒメニオイガメ　Loggerhead musk turtle
- Sternotherus odoratus　ミシシッピニオイガメ　Common musk turtle
- Sternotherus peltifer　スジクビニオイガメ　Stripeneck musk turtle

## 生態
河川や池沼などに生息する。分布域北部の個体群は冬眠する。危険を感じるとニオイガメの名の通り臭腺から匂いを出す。本属の構成種に対しての英名musk turtleは「麝香カメ」の意で、同じく匂いを出すことに由来し以前は本属の構成種に直訳の「-ジャコウガメ」の和名があてられたこともある。
食性は動物食傾向の強い雑食で、昆虫、甲殻類、貝類、魚類、両生類、水草などを食べる。
繁殖形態は卵生。1回に1-10個の卵を年に1-5回に分けて産む。

## 人間との関係
ペットとして飼育されることもあり、日本にも輸入されている。生息地で厳重に保護されているヒラタニオイガメの流通はまれ。しかし顎の力が強く協調性にかけるため、基本的に単独で飼育する。上記の匂いを出す行動を飼育下で行うことは稀。アクアリウムかアクアテラリウムで飼育される。野生では日光浴を行うこともある水棲傾向が強いため陸場を設置しなくても問題ない個体が多いが、陸場を設置するのであれば個体の様子を観察して調整する（水深が浅い場所で日光浴する個体もいる）。飼育下では人工飼料にも餌付く。

## 画像

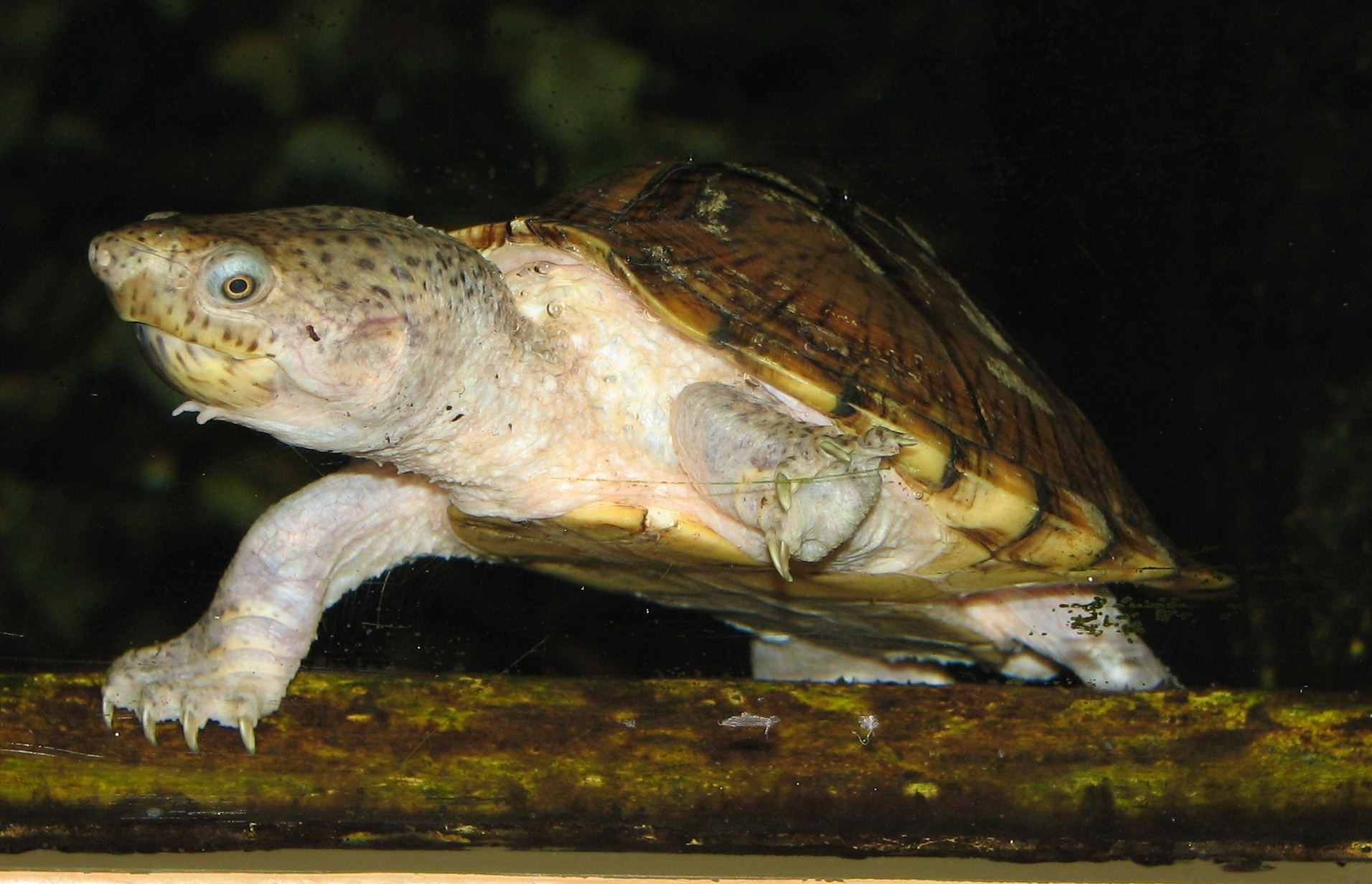
カブトニオイガメ S. carinatus
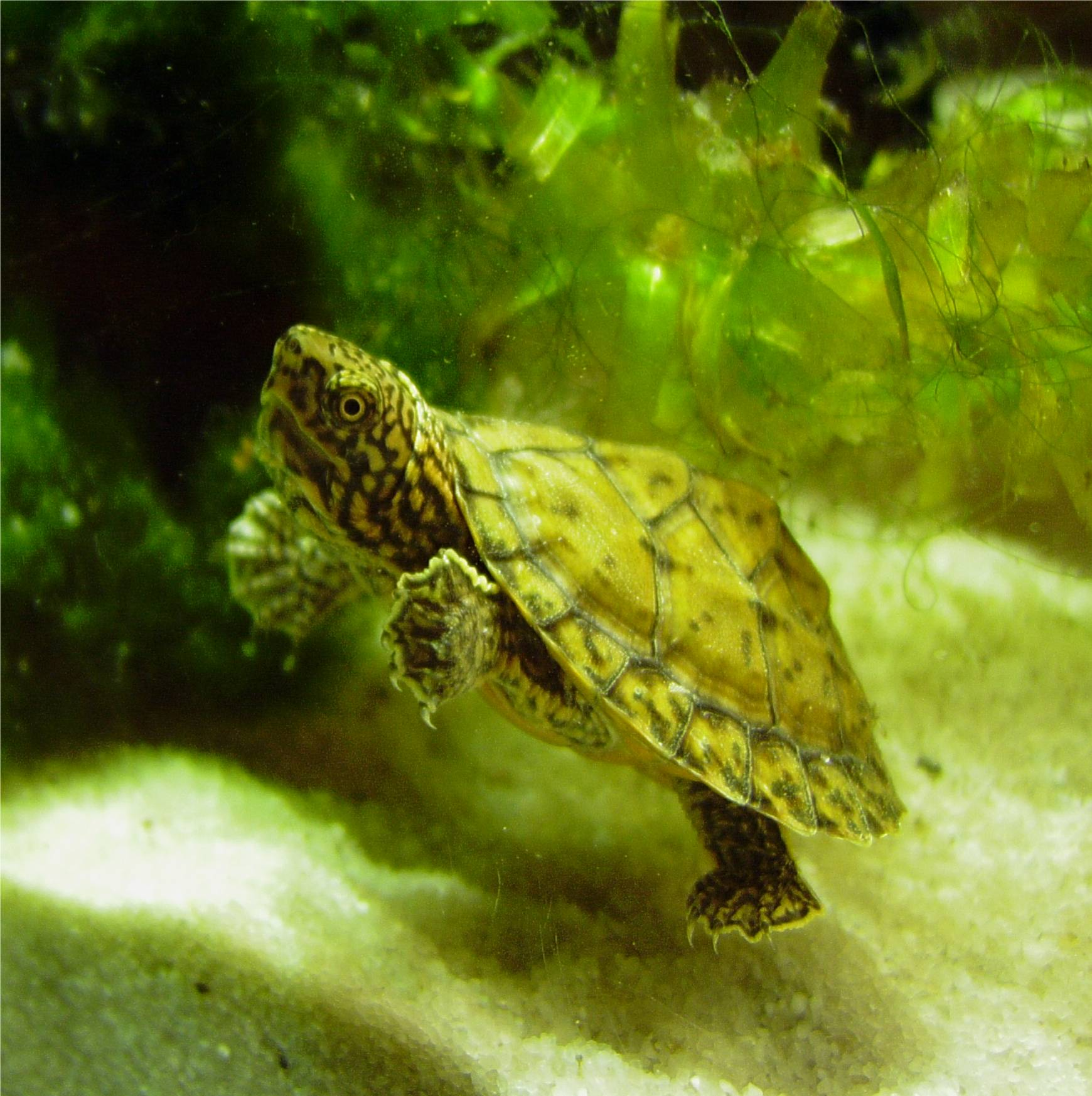
ヒメニオイガメ S. minor